# 千葉行利
千葉 行利（ちば ゆきとし、1964年 - ）は、ケイファクトリー制作部所属のテレビドラマのディレクター、プロデューサー。ケイファクトリー取締役。岩手県水沢市（現・奥州市）出身。岩手県立水沢高等学校、上智大学文学部新聞学科卒業。

## 主なプロデュース作品
- 月曜ミステリー劇場・警視庁三係・吉敷竹史シリーズ（2004年- 、TBS）
- 愛と友情のブギウギ（2005年3月-5月、NHK）
- 銭湯の娘!?（2006年1月-3月、毎日放送）
- ギャルサー（2006年4月-6月、日本テレビ）
- 死ぬかと思った（2007年4月-6月、日本テレビ）
- ヤスコとケンジ （2008年7月-9月、日本テレビ）
- アイシテル〜海容〜（2009年4月-6月、日本テレビ）
  - アイシテル〜絆〜（2011年9月21日、日本テレビ）
- チャレンジド（2009年10月-11月、NHK）
- Mother（2010年4月-6月、日本テレビ）
- 四つ葉神社ウラ稼業 失恋保険〜告らせ屋〜（2011年4月-6月、読売テレビ）
- 月曜ゴールデン・ヤメ刑探偵 加賀美塔子シリーズ（2011年-、TBS）
- 僕とスターの99日（2011年10月-12月、フジテレビ）
- 悪夢ちゃん（2012年10月-12月、日本テレビ）
- 金曜プレステージ 松本清張没後20年特別企画「疑惑」（2012年11月9日、フジテレビ）
- Woman（2013年7月-9月、日本テレビ）
- フジテレビ開局55周年特別番組 松本清張ドラマスペシャル・死の発送（2014年5月30日、フジテレビ）
- モザイクジャパン（2014年、WOWOW）
- エンジェル・ハート（2015年10月 - 12月、日本テレビ）
- 僕のヤバイ妻（2016年4月 - 6月、関西テレビ）
- 金曜ロードSHOW! 特別ドラマ企画『がっぱ先生!』（2016年9月23日、日本テレビ）
- カンナさーん!（2017年7月 - 9月、TBS）
- 僕らは奇跡でできている（2018年10月 - 、関西テレビ）

## 主な演出作品
- 月曜ミステリー劇場・警視庁三係・吉敷竹史シリーズ（2004年、TBS）
- 死ぬかと思った（2007年4月 - 6月、日本テレビ）
- 四つ葉神社ウラ稼業 失恋保険〜告らせ屋〜（2011年4月 - 6月、読売テレビ）
- 僕とスターの99日（2011年10月 - 12月、フジテレビ）
- 限界団地（2018年6月 - 7月、東海テレビ）
- 金曜プレステージ「塔馬教授の天才推理 シリーズ」フジテレビ
  - 「隠岐島の黄金伝説殺人事件」（2012年6月1日）
  - 「湯殿山麓ミイラ伝説殺人事件」（2014年9月19日）
- ミヤコが京都にやって来た!（【ABCテレビ】2021年1月11日 - 2月14日、【tvk】2021年1月12日 - 2月16日）
- 隕石家族（2020年4月 - 5月、東海テレビ）
- ＃コールドゲーム（2021年6月 - 7月、東海テレビ）
- 悪男（わる）〜恋する男がカッコ悪いなんて誰が言った?〜（2022年、TVer）
- バントマン（2024年10月 - 、東海テレビ・フジテレビ）